# Singhbhum-Kraton

Geologische Karte des Singhbhum-Kratons

Der Singhbhum-Kraton ist ein bedeutender lithosphärischer Bestandteil des indischen Subkontinents.
Die Hauptkomponenten des Kratons bestehen aus der suprakrustalen Ablagerungssequenz der ca. 3500 bis 3380 mya alten Older Metamorphic Group, dem TTG-Komplex der Older Metamorphic Tonalite Gneiss mit Alter zwischen ca. 3520 und 3330 mya, vererbte Zirkone in xenolithtischen Kernen reichen von ca. 4200 bis 3600 mya und deuten auf archaische Protolithe hin, dem weit verbreiteten, aus verschiedenen Suiten zusammen gesetzten Granitoide Komplex, die im Zeitraum von ca. 3340 bis 2700 mya entstanden, der Iron Ore Group mit Alter zwischen ca. 3570 und 3310 mya. den aus mehreren Gruppen bestehenden vulkanisch-sedimentären Abfolgen mit Alter zwischen 3630 und 3040 mya sowie die suprakrustale Ablagerungssequeunz der Kolhan Group, die sich von ca. 2200 und 2100 mya bildete.

## Lage und Erstreckung

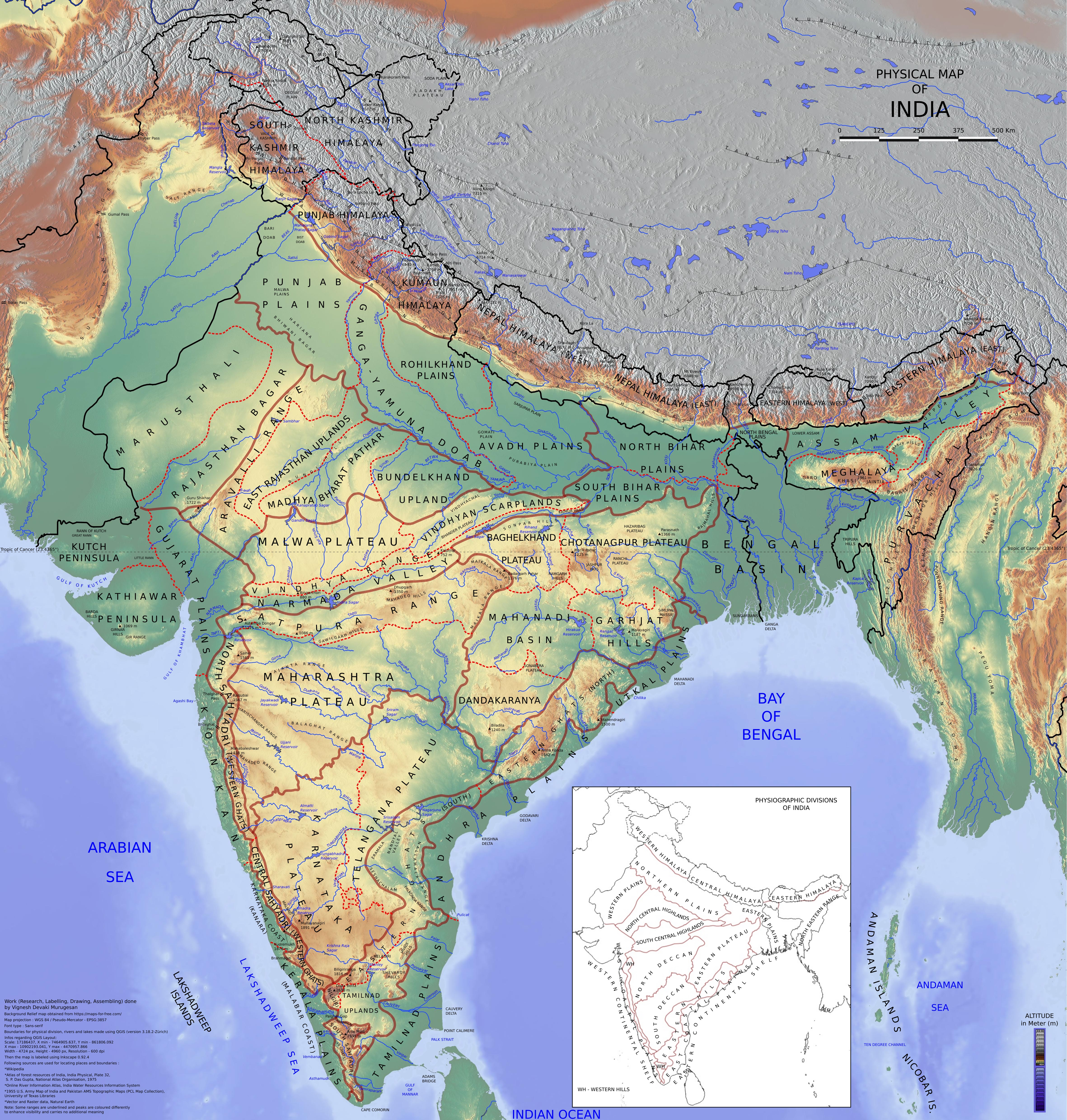
Physische Karte des indischen Subkontinents

Der Singhbhum-Kraton erstreckt sich etwa elliptisch über ca. 200 Kilometer (km) in Nord-Süd-Richtung und ca. 150 km in Ost-West-Richtung mit einer Fläche von ca. 50.000 Quadratkilometern. Im Norden wird er von der Singhbhum-Schear Zone begrenzt. während die südliche Grenze durch den Sukinda Thrust markiert wird. Erstere trennt den Kraton vom Singhbhum Fold Belt, Letztere markiert den Übergang zu den Ostghats. Im Südwesten separiert der Mahanadi-Graben den Singhbhum-Kraton vom Bastar-Kraton, während der Osten von alluvialen Sedimenten überdeckt wird. Durch den Mahanadi-Graben fließt heute der Fluss Mahanadi.

## Krustenentwicklungsmodell

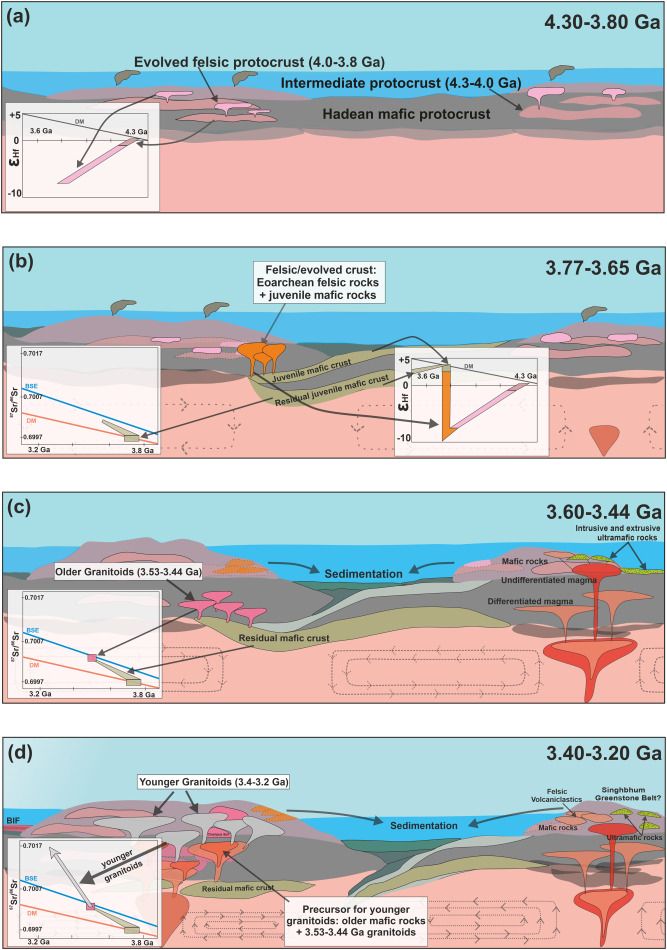
Krustenentwicklung des Singhbhum-Kratons

Das Krustenentwicklungsmodell für den Singhbhum-Kraton beginnt (a) mit der Bildung einer mafischen Protokruste im Hadaikum. Die sukzessive intrakrustale magmatische Differentiation dieser Protokruste führte in einem Stagnant-Lid-Szenario (stagnierenden Plattentektonik-Szenarion) zur Bildung von intermediären und weiterentwickelten protokrustalen Einheiten. (b) Übergang vom Stagnant-Lid- zum Mobile-Lid-Szenario erfolgte um ca. 3710 mya. Der Eintrag von abgereichertem Mantel führte zu juveniler mafischer Kruste, die recycelt wurde. Die Schmelze aus der recyelten mafischen Kruste interagierte mit dem alten, entwickelten felsischen Material und bildete eine überarbeitete felsische Kruste. Diese Prozesse werden belegt durch Zirkone. (c) Der restliche Teil der mafischen Kruste, der zwischen 3770 und 3650 mya gebildet wurde, entwickelte sich zum Vorläufermaterial für ältere Granitoide (TTG der Champua Group), die sich zwischen 3530 und 3440 mya bildeten. (d) Anschließend vermischten sich Teilschmelzen aus der entwickelten und recycelten mafischen Kruste mit Teilschmelzen aus älteren Granitoiden. Sie bildeten die jüngeren Granitoide (Granite der Singhbhum Suite).

## Korrelationen mit archaischen Kratonen
Der ursprüngliche Singhbhum-Kraton war Bestandteil des hypothetischen Kontinents Ur.

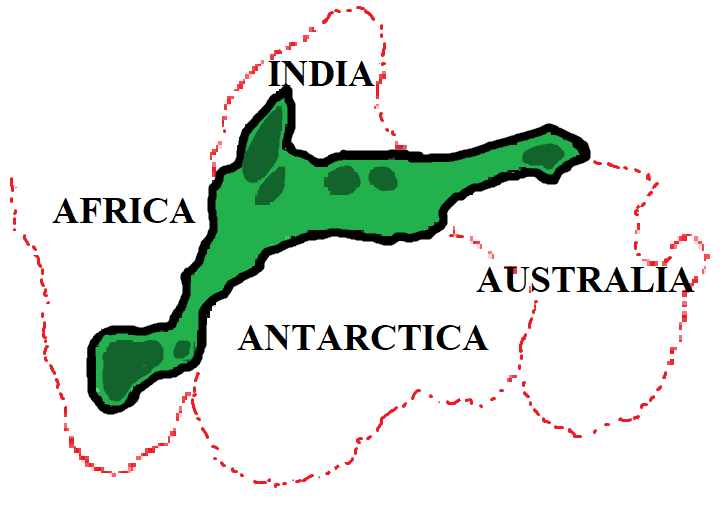
Hypothetische Paläogeographie vom Kontinent Ur
Lage des heutigen südafrikanischen Kaapvaal-Kratons
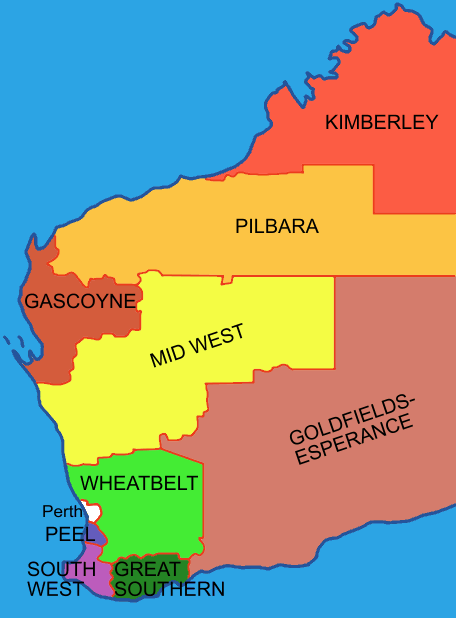
Die heutige Region Pilbara in Western Australia

Aufgrund von Ähnlichkeiten von Alter, Lithologie, Petrographie, Ablagerungsumgebung und Art der Mineralisierung wird die Kolhan Group im Singhbhum-Kraton mit manganhaltigen Gesteinskörpern in nordöstlichen Bereichen des südafrikanischen Kaapvaal-Kratons in Verbindung gebracht. Diese Korrelation deutet darauf hin, dass die beiden kratonischen Blöcke während des hypothetischen Kontinents Ur nebeneinander lagen und heute die zerbrochenen Fragmente des archaischen Kratons darstellen.
Die Krustenbildung und Deformationsereignisse des Singhbhum-Kratons zeigen bemerkenswerte Ähnlichkeit der Krustenwachstumsmuster vom archaischen Pilbara-Kraton in Western Australia. Außerdem deuten paläomagnetische Untersuchungen der neoarchäischen mafischen Dykeschwärme beider Kratone auf eine ähnliche Paläogeographie hin. Daraus kann geschlossen werden, dass beide Kratone miteinander verbunden waren und zumindest bis zum Neoarchaikum eine ähnliche Krustengeschichte hatten.

## Geochronologie des Kratons
Die älteste bisher im Singhbhum-Kraton identifizierte Gesteinsgruppe besteht aus ca. 3600 bis 3300 mya alten magmatischen Gesteinen, die in tektonischem Kontakt mit dem weitgehend gleichzeitig vorkommendem TTG-Komplex stehen oder von diesem durchdrungen sind. Sie bilden die Vorläufer der Gneise des Singhbhum-Granitoid-Komplexes. Nach über 200 Millionen Jahren submariner Vulkanismus- und Sedimentationsaktivität mit Graniteinlagerungen kam es um ca. 3300 mya zu einem regionalen Deformations- und Metamorphoseereignis. Dabei lagerten sich syntektonische grobe siliziklastischer Abfolgen ab. Zeitlich überlappend änderte zwischen etwa 3350 und 3100 mya sich die Zusammensetzung der felsischen hin zu kaliumreicheren Plutonen, was zu einer Stabilisierung fdes Kratons führte. Nach mehreren verschiedenartigen tektonischen und geologischen Prozesse wurden zwischen 3000 und 2750 mya vulkanisch-sedimentären Abfolgen vom intrakontinentalen zum kontinentalen Rand auf das Grundgebirge abgelagert. Ein Absinken der Kruste könnte mit der Ausdehnung des Kratons zusammenhängen, die zur Extrusion von größtenteils subaerischen Basalten führte, die möglicherweise von einem markanten mafischen Dykeschwarm um ca. 2800 mya gespeist wurden. Zur gleichen Zeit kam es im südwestlichen Teil des Kratons zu Deformationen und hochgradiger Metamorphose mit weit verbreiteter Einlagerung von weiteren Graniten.

## Regionale Geologie

### Older Metamorphic Group
Die Older Metamorphic Group (OMG) ist hauptsächlich westlich von Champua im Kendujhar Distrikt aufgeschlossen, wo sie die älteste suprakrustale Ablagerungssequenz des Kratons bildet. Sie besteht überwiegend aus verschieden zusammengesetzten kristallinen Schiefern, Quarziten, Ortho- und Para-Amphiboliten, metamorphisierten Peliten und Sandsteinen sowie Kalksilikatgesteinen. Die Amphibolite zeigen eine tholeiitische Affinität. detritische Zirkone datieren zwischen 3630 und 3200 mya. während das Sm-Nd-Gesteinsalter auf ca. 3305 mya angegeben wird. Die OMG wurde zwischen 3500 und 3380 mya in einer Supra-Subduktionszone abgelagert.

### Older Metamorphic Tonalite Gneiss
Der Older Metamorphic Tonalite Gneiss (OMTG) erstreckt sich überwiegend östlich der Older Metamorphic Group und wird lithostratigraphisch der Champua Group zugeordnet. Die Zusammensetzung entspricht typischerweise einem Tonalit-Trondhjemit-Granodiorit-TTG-Komplex (TTG). Darin kommen Xenolithe aus Amphiboliten, Dioriten sowie biotit- und muskovithaltige kristalline Schiefer vor. Der OMTG bildete sich aus partielle Schmelzen aus einer verdickten mafischen Kruste. Geochemisch ist die Saraikela-Gneiseinheit charakterisiert durch hohen Natriumanteil und durch niedrige Kalium/Natrium-Verhältnisse. Geochronologische Daten legen nahe, dass diese TTG-Suite in mehreren Phasen von ca. 3520 bis 3330 mya abgelagert wurde. Die granitischen Komponenten sind mit 3310 bis 3280 mya deutlich jünger. Die metamorphen Überprägungen erfolgten von ca. 3300 bis 2450 mya. Die Alter von seltenen vererbten Zirkonen in xenolithtischen Kernen aus tonalitischen Gneisen reichen von ca. 4200 bis 3600 mya. Diese deuten auf mafische hadaische Protolithe hin.

### Granitoide Komplexe
Die granitoiden Komplexe umfassen die Singhbhum Suite, die Bonai Suite, die Mayurbhanj Granit Suite und die Pala Lahara Granit Suite.

#### Singhbhum Suite
Die Singhbhum Suite ist ein vielfach zusammen gesetzter Gesteinkomplex aus granitoiden Batholithen und Plutonen. Sie nihmt den weitaus größten Bereich des Singhbhum-Kratons ein. Es wird angenommen, dass diese intrusiven Gesteinskörper in drei aufeinander folgenden Phasen entstanden. Die Intrusionen der Phasen I und II bilden mehrere Plutone. Diese sind zwischen ca. 1790 und 5 Quadratkilometer groß und bilden domförmige oder flache deckenförmige Gesteinskörper. während diejenigen aus der Phase III die größte Fläche überdecken, wo sie einen in Nord-Süd-Richtung verlaufenden großen batholithischen Komplex im Zentrum des Kratons einnehmen.
Die einzelnen Phasen werden durch ihre jeweilige Gesteinszusammensetzung und -platzierung definiert. Generell handelt sich dabei um Gesteine mit hohem Siliziumdioxidgehalt, die kalkalkalisch bis kalkalkalkalisch sind. In der frühesten Phase (Phase I) waren die geochemischen Tonalit- und Trondhjemit-Merkmale vorherrschend, während sie in den späteren Phasen (Phasen II und III) zur Granodiorit-, Monzogranit- und Granit-Zusammensetzung übergingen.
Zur Phase I werden im Wesentlichen die Magmatite in Westbengalen gerechnet, die um ca. 3460 mya alt sind. Zur Phase II gehören die Körper im Odisha und Kendujhar-Distrikt mit ca. 3340 mya. Die übrigen Körper entstanden in der Phase III um ca. 3299 mya. Sie formen den zentralen Kratonbereich. Granitoidkörper, die zur selben Phase gehören, können in ihrer Zusammensetzung stark variieren, und das Alter der Granitoidkörper verschiedener Phasen überschneidet sich.

#### Bonai Suite
Der Bonai Suite bildet nach der Singhbhum Suite den zweitgrößten granitoide Komplex mit einer Fläche von ca. 700 Quadratkilometern. Sie entwickelte sich am südwestlichen Rand des Kratons und ist von der Singhbhum Suite durch einen breiten Abschnitt des westlichen Iron Ore Belt getrennt. Das Gesteinsspektrum besteht überwiegend aus porphyrischem und gleichkörnigem Trondhjemit-Granodiorit, mit untergeordneten Graniten. Geochemisch zeigen die Proben entweder einen kalkalkhaltigen trondhjemitischen oder normalen kalkalkalischen Trend. Außerdem kommen Xenolithe aus Trondhjemit-Tonaliten, gebänderten Migmatiten und älteren suprakrustalen Sequenzen mit Quarziten, Bändererzen und mafisch-ultramafischen Gesteinen vor. Zirkone datieren zwischen ca. 3368 und 3331 mya und werden als Einlagerungsalter der Gesteinspakete interpretiert.

#### Mayurbhanj Granit Suite
Der Mayurbhanj-Granit bildet einen batholithischen Gesteinskörper mit einer Fläche von ca. 1000 km² am südöstlichen Rand des Singhbhum-Kratons. Das Gesteinsspektrum besteht überwiegend aus granophyrischen, verschiedenartigen Biotit-Hornblende-Alkalifeldspat-Graniten. Es handelt sich um eine kaliumoxidreiche Suite, die zwischen ca. 3115 und 3079 mya datiert.

#### Pala Lahara Granit Suite
Die Pala Lahara Granit Suite tritt am südwestlichen Rand des Kratons als undifferenziertes gneisisches Terrain auf. Er hat eine überwiegende Zusammensetzung aus Graniten bis Granodioriten. Chemisch sind die Gesteine kalkalkhaltige, ferroanische, schwach metallhaltige Granite, Die geochemischen Merkmale deuten auf eine Entstehung durch Hochtemperaturschmelzen in der flachen Kruste aus einer Tonalit/Granodiorit-Quelle, die der ca. 3300 mya Singhbhum Suite ähnlich ist. Die Datierung von Zirkonkörner deuten auf ein Kristallisationsalter der Granite von ca. 2,800 bis 2700 mya hin. Es wird angenommen, dass die Intrusion der Pallahara-Granitoide zeitgleich mit dem ausgeprägten mafischen Magmatismus im übrigen Singhbhum-Kraton (z. B., die Dhanjori-Vulkanite und die Dyke-Schwärme) erfolgte.

### Iron Ore Group

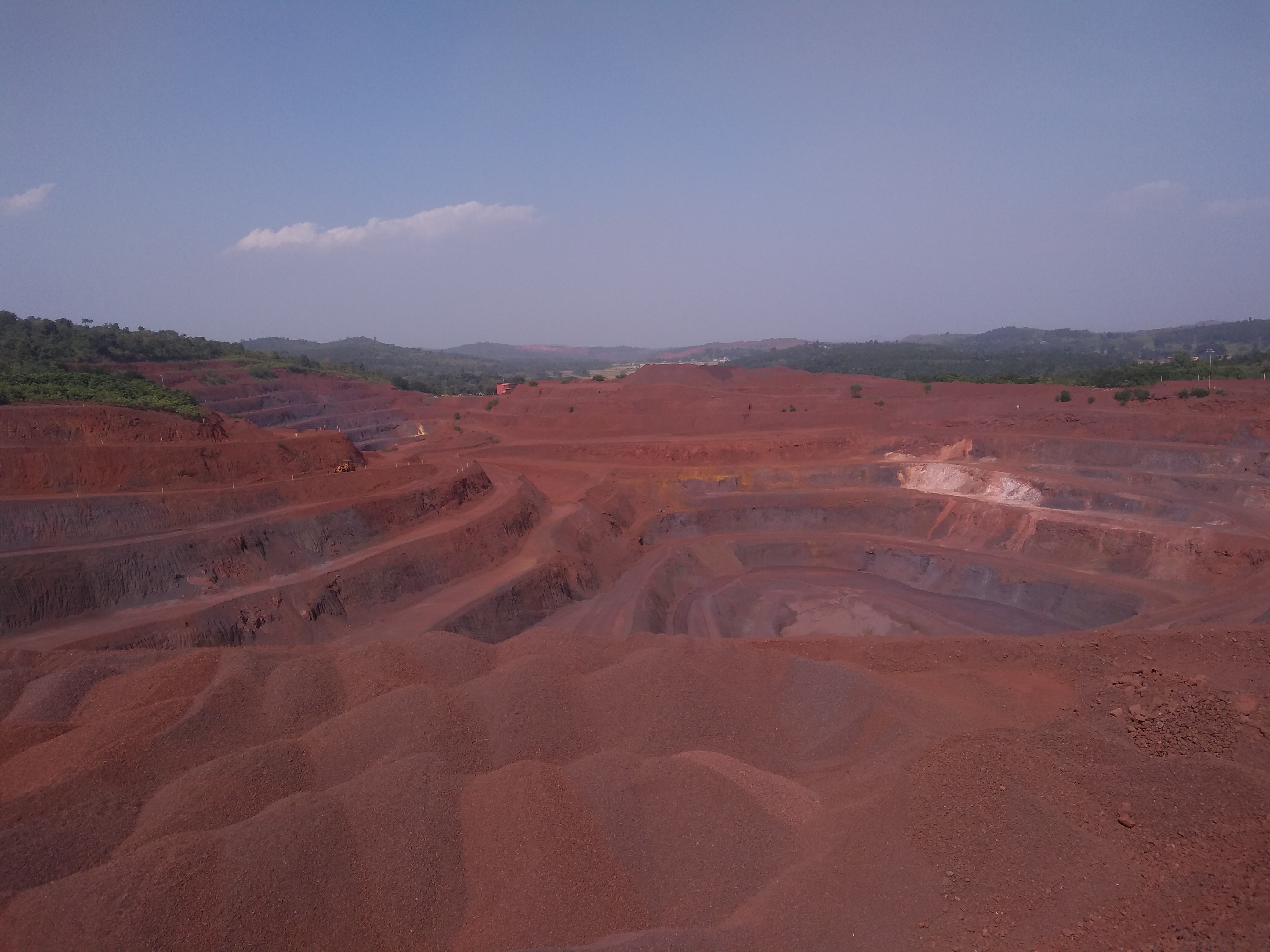
Eisenerzmine im Kendujhar Distrikt von Odisha

Die Iron Ore Group (Eisenerz-Gruppe) ist ein vulkanisch-sedimentärer suprakrustaler Grünsteingürtel. Sie ist hauptsächlich bogenförmig entlang des westlichen und nördlichen Randes des granitoidischen Kerns vom Singhbhum-Kraton aufgeschlossen. Größere Enklaven kommen in nordöstlichen, südlichen und südwestlichen Bereichen des Kratons vor. Diese Verbreitung kann den Bundesstaaten Jharkhand, Odisha und Chhattisgarh und zugeordnet werden. Die Iron Ore Group (IOG) wird geologisch-tektonisch als ophiolithtische Sequenz mit Segmenten der archaischen ozeanischen Kruste angesehen.
Geologisch-tektonisch wird die IOG in den westlichen WIOG-Gürtel, den östlichen OIOG-Gürtel und den südlichen SIOG-Gürtel gliedert. Diese Gliederung entspricht den jeweiligen Synklinen mit Antiklinalen, in den sich die Gesteinssequenzen bildeten, In diesen Strukturen herrschten wahrscheinlich etwas andere Ablagerungsbedingungen, die zu Unterschieden in der Mineralogie, Geochemie und den lithologischen Assoziation führten.
Das Gesteinsspektrum setzt sich überwiegend zusammen aus verschieden artigen Basalten, Komatiiten, Bändereisenerzen, Schiefer, Tuffe, Cherts mit lokalen felsischen Vulkaniten, Konglomeraten, Sandsteinen und Dolomitgesteinen. Besonderes Merkmal ist das namengebende große Vorkommen von Bändereisenerzen (BIF), das wirtschaftliche Bedeutung hat und in mehreren Eisenerzminen abgebaut wird.
Die Iron Ore Group entwickelte sich zwischen ca. 3570 und 3310 mya.

### Vulkanisch-sedimentäre Komplexe
Die vulkanisch-sedimentären Komplexe umfassen im Wesentlichen den Simlipal-Komplex, die Dhanjori Group und den Bonai-Komplex.

#### Simlipal-Komplex
Der Simlipal-Komplex entwickelte sich am mittleren östlichen Rand der Singhbhum Suite in dem Simlipal-Becken. Dieses Becken bildete sich während des Mesoarchäikums auf einer langsam absinkenden kontinentalen Plattform. Im ihm lagerte sich ein Ensemble ab aus drei Bändern mafischer Vulkangesteine ab, die mit flachen Siliziklastika durchsetzt sind. Letztere sedimentierten diskordant auf einem langsam absinkenden, sich ausdehnenden Kontinentalhang des Kratons. Die unteren Siliziklasten bestehen aus quarzreichen Sandsteinen, die den Quarz-Areniten ähneln, welche in einer von Gezeiten beeinflussten marinen Randumgebung sedimentierten. detritische Zirkone sind größtenteils abgerundet und weisen ein Uran-Blei-Alter im Bereich des Mesoarchaikums von ca. 3630 bis 3170 mya auf. Zwei detritische Zirkone haben ein übereinstimmendes hadaisches Alter von ca. 4020 und 4030 mya. Die überarbeiteten und recycelten Sedimente stammten aus einer vielfältigen granitoiden, stark verwitterten, meist paläoarchäischen Quelle. Bei den mafischen Vulkangesteinen handelt es sich um tholeiitische Basalte. All diese Daten stützen die Interpretation, dass die unteren siliziklastischen Schichten in der Simlipal-Abfolge die Äquivalente alluvialer Schwemmkegelablagerungen an der Basis der Dhanjori-Formation sind, die nach Norden ausgerichtet sind.

#### Dhanjori Group
Das Dhanjori Group grenzt im Nordosten an die Singhbhum-Schear Zone, im Südosten an die Mayurbhanj Granit Suite und im Nordwesten an Ausläufer der Singhbhum Suite. Die Dhanjori Abfolge ist eine terrestrische überwiegend fluviale vulkanisch-sedimentäre
Abfolge, die in einem intrakontinentalen Riftbecken abgelagert wurde. Sie kann in Obere und Untere Dhanjori-Formationen unterteilt werden. Letztere stellt die distale Randablagerung eines alluvialen Fächerkomplexes dar. Sie besteht aus kieseligen Phylliten, Quarziten und dünnen Konglomeraten mit kleineren mafisch-ultramafischen Intrusionen, während sich die Obere Dhanjori-Formation aus Vulkaniten und vulkanisch-klastischen Gesteinen mit einigen Quarziten und Phylliten zusammensetzt. Die Vulkanite bestehen hauptsächlich aus Basalten und basaltischen Andesiten der tholeiitischen Serie mit untergeordneten Pikriten. Die Dhanjori Group datiert zwischen 3090 und 3040 mya.

#### Bonai-Komplex
Der Bonai-Komplex, oder auch Malangtoli-Komplex genannt, entstand zwischen den südlichen Rändern der Singhbhum Suite und der Iron Ore Group sowie dem nördlichen Rand der Pala Lahara Granit Suite. Die darin abgelagerten Vulkanite sind im Allgemeinen fein- bis mittelkörnig, weisen ein porphyrisches Gefüge auf und enthalten Plagioklase und Pyroxene als primäre Mineralien sowie Amphibole, Epidote, Serizite und Chlorite als sekundäre Minerale sowie weitere akzessorischen Phasen, die hauptsächlich Zirkonen, Ilmeniten, Pyriten und Chalkopyriten bestehen. Die Vulkanite werden petrographisch und geochemisch den Basalten und den basaltischen Andesiten tholeiitischer Natur einordnet. Fast alle Proben fallen in den Bereich von ozeanischen Plateaubasalten mit Mantelplume-Affinität. Subduktionsbedingte geochemische Signaturen scheinen nicht vorhanden zu sein.

### Kolhan Group
Die Kolhan-Group bildet eine paläoproteroziosche suprakrustale Ablagerungssequeunz. Sie erstreckt sich mit einer Fläche von ca. 600 Quadratkilometern zwischen dem westlichen Rand der Singhbhum Suite und dem östlichen Rand der Iron Ore Goup, die dort beide diskordant überlagert werden. Diese Group ist die jüngste stratigraphische Einheit im Singhbhum-Kratons, die in einem kontinentalen Grabenbruch abgelagert wurden. lithostratigraphisch beginnt sie mit dünnen, ebenen und kreuzweise gelagerten eisenoxidreichem Sandsteinen bzw. Quarzarenit, die in flachen, ephemeren, verzweigten Bächen abgelagert wurden, sowie Lagen und Linsen aus Konglomeraten. Die Sandsteine werden von dicken und ausgedehnten Schiefer überlagert, die in einer lakustrischen Umgebung sedimentierten. Die Schieferabfolge besteht überwiegend aus dünnem und gleichmäßigem Schiefern und schluffigen Schiefern mit eingeschalteten linsenförmige Körper aus dünn geschichteten Kalksteinen und manganreiche Intervalle im basalen Teil. Sie weist keine subaerische Exposition, keine Gezeitenmerkmale auf und zeigt stellenweise kleine Wellenrippel auf der Bodenoberfläche. Das Alter dieser Group wird zwischen ca. 2200 und 2100 mya angegeben.